# Крисюк Арсен Євстахович
Арсен Євстахович Крисю́к (псевдо: «Копа» (нар. 1922, Сільце, Горохівський район Волинська область — пом. 6 січня 1945 Квасів, Горохівський район Волинська область) — український військовик, сотник УПА, провідник Горохівського районного проводу ОУНР.

## Життєпис
Народився у 1922 році в селі с. Сільце Горохівського району, Волинської області. Закінчив Горохівську гімназію. 
Член ОУНР з 18 років. Влітку 1943 року пройшов старшинський вишкіл УПА, призначений командиром сотні в курені УПА Олексія Мельника—«Чорноморця». Розбив німецький загін поблизу с. Сільце. Провідник Горохівського районового проводу ОУНР. Отримав весною 1944 року поранення та вилікувався.
Загинув 28 жовтня 1944 року разом з помічником Широтою, оточений підрозділом НКВС у будинку мешканки с. Квасів Горохівського району Л. Петруніни. Обгоріле тіло викинули в річку. Таємно похований на цвинтарі с. Квасів родиною Бачинських. 
Коштом поетеси Є. Лещук 8 жовтня 2002 року на могилі було збудовано пам'ятник та проведено урочистий мітинг.

## Джерело
- ГДА СБУ. — Ф. 2. — Оп. 65. — Спр. 7. — Т. 1. — Арк. 123; Оп. 88. — Спр. 3. — Арк. 12.
- Петро Боярчук. Пам'ятник воїнові УПА // Волинь. — 2002. — 8 жовтня;
- Галущак А. Організація боротьби ОУН і УПА проти радянської влади і німецьких окупантів // Минуле і сучасне Волині та Полісся. — Луцьк, 2009. — С. 334—335.
- Антонюк Я. Український визвольний рух в постатях керівників. Волинська та Брестська області (1930—1955). Торонто, 2014.